# Haraldssund
 (février 2025).
Si vous disposez d'ouvrages ou d'articles de référence ou si vous connaissez des sites web de qualité traitant du thème abordé ici, merci de compléter l'article en donnant les références utiles à sa vérifiabilité et en les liant à la section « Notes et références ».
Haraldssund est un village des îles Féroé qui se trouve sur l'île de Kunoy.
À 2 kilomètres, au sud du village se tiennent des ruines qui traditionnellement seraient les vestiges d'une colonie néerlandaise[réf. nécessaire].